# Periphyllus aceris
Periphyllus aceris är en insektsart som först beskrevs av Carl von Linné 1761. Enligt Catalogue of Life ingår Periphyllus aceris i släktet Periphyllus och familjen långrörsbladlöss, men enligt Dyntaxa är tillhörigheten istället släktet Periphyllus och familjen borstbladlöss. Arten är reproducerande i Sverige. Inga underarter finns listade i Catalogue of Life.

## Bildgalleri

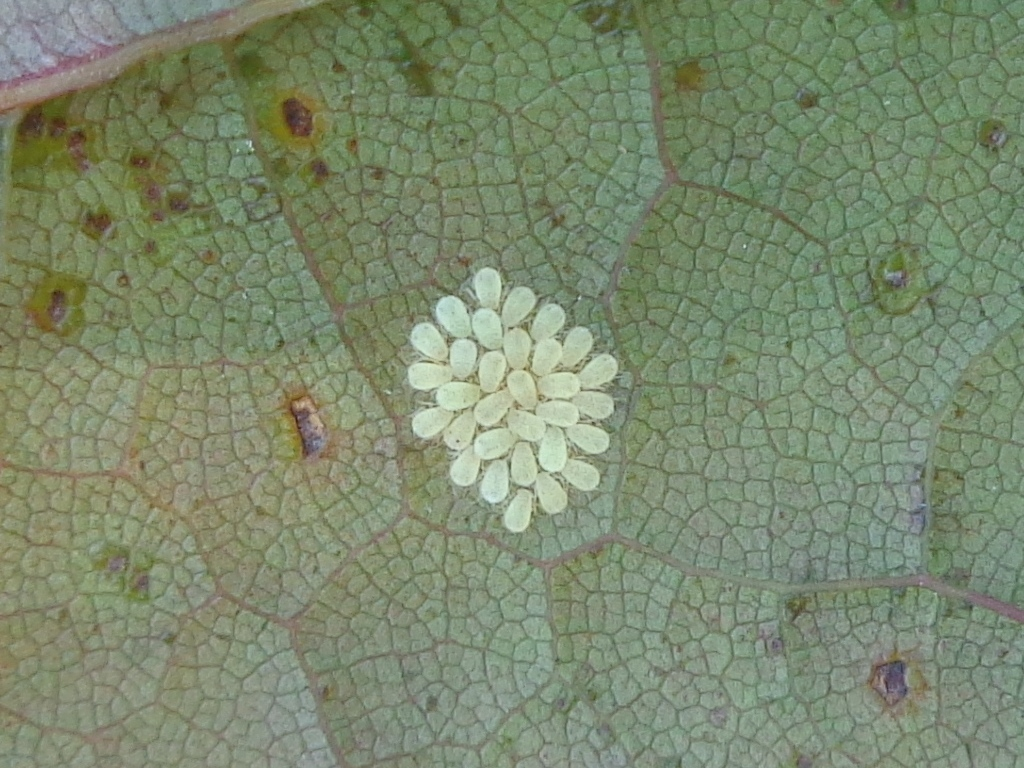